# Saïd Boumazoughe
Saïd Boumazoughe (* 1987 in Antwerpen) ist ein belgischer Film-, Theater- und Fernsehschauspieler.

## Leben
Boumazoughe wuchs im Antwerpener Stadtteil Kiel auf. Er lebte bei den Großeltern und erfuhr von ihnen, dass er von Geschichtenerzählern und Schlangenbeschwörern abstamme, die in Marokko von Dorf zu Dorf gezogen seien.
Im Jahr 2012 gründete Saïd Boumazoughe zusammen mit einigen Freunden das Hip-Hop-Kollektiv NoMoBS. Sein Künstlername als Rapper war Eazy Lo. 2015 spielte er neben Michael De Cock in der Produktion Reizen Jihad von Fikry El Azzouzi unter der Regie von Junior Mtombeni im Sincollectief. Die Produktion wurde am 6. März in der Kulturfaktorij Monty in Antwerpen uraufgeführt.
2017 trat Boumazoughe mit der Theatergruppe De Roovers in dem Stück Arabian Night des deutschen Dramatikers Roland Schimmelpfennig auf.
Gemeinsam mit dem NoMoBS-Kollegen Salahdine Ibnou Kacemi gründete er im Oktober 2017 die niederländischsprachige Hip-Hop-Band SLM (Verkürzung des arabischen Wortes für Frieden – سلام.)
2018 folgte die Hauptrolle in dem KVS-Stück Drarrie in de Nacht unter der Regie von Junior Mthombeni nach einem Text von Fikry El Azzouzi. Das Stück wurde am 1. Februar 2018 in Brüssel uraufgeführt. In Patser, einem Film von Adil El Arbi und Bilall Fallah aus dem Jahr 2018, spielte er die Figur Volt. Im selben Jahr trat er auch in der niederländischen Fernsehserie Mocro Mafia und in De Slimste Mens ter Wereld auf.
2020 folgten Rollen in GR5, das auf Eén ausgestrahlt wurde, und in Grond auf Play4. In dem Film Desert Warrior spielte Boumazoughe die Rolle des Stammesprinzen Samir. Der Kinostart dieser Hollywood-Produktion ist für 2023 geplant.

## Filmografie

### Kino
- 2018: Patser[6]
- 2019: Mekbet[7]
- 2021: 10 Song for Charity

### Fernsehen
- 2017: De Nieuwe Maan
- 2018: De Slimste Mens ter Wereld
- 2018/19: Vrede op aarde
- 2020: GR5[8]
- 2021: Fair Trade
- Grond
- 2021/22: Mocro Maffia